# David Arellano
David Alfonso Arellano Moraga (Santiago, Chile, 29 de julio de 1901-Valladolid, España, 3 de mayo de 1927) fue un profesor primario y futbolista chileno, fundador y primer capitán de Colo-Colo.
Mientras estudiaba para convertirse en profesor integró el conjunto de la Escuela Normal, donde destacó como capitán del primer equipo. Pronto llegó a Magallanes, donde consiguió los títulos de la Asociación de Football de Santiago en los años 1920 y 1921.
Sus buenas actuaciones con Magallanes lo llevaron a la selección de fútbol de Chile, en la que disputó seis encuentros y anotó en ocho oportunidades. Integró los planteles del Campeonato Sudamericano 1924 en Uruguay, y fue el capitán del seleccionado en el Campeonato Sudamericano 1926 disputado en Santiago, donde se consagró como goleador del torneo, distinción que ningún jugador chileno había logrado antes en torneos internacionales.
Una grave crisis institucional del club magallánico, motivada por el deseo de reformas en el manejo deportivo y administrativo de la institución, derivó en que un grupo de futbolistas, liderados por David Arellano, renunciaran y decidieran fundar un nuevo club. Es así como el 19 de abril de 1925 se creó Colo-Colo, que, en calidad de debutante, logró conquistar de forma invicta la División de Honor de la Liga Metropolitana.
En 1927 Colo-Colo se convirtió en el primer club chileno en realizar una gira por Europa. El 2 de mayo de ese año, en un encuentro frente a la Real Unión Deportiva de Valladolid en España y durante la disputa de un balón aéreo, David Arellano recibió un golpe de forma fortuita en el estómago, lo que le causó una peritonitis que al día siguiente lo llevó a la muerte.
Desde su deceso, la camiseta de Colo-Colo lleva un crespón, cinta horizontal de color negro, que representa el luto eterno de la institución a la partida de su fundador. También, como homenaje, es que la cancha principal del Estadio Monumental, donde el conjunto albo ejerce de local, lleva su nombre.

## Biografía

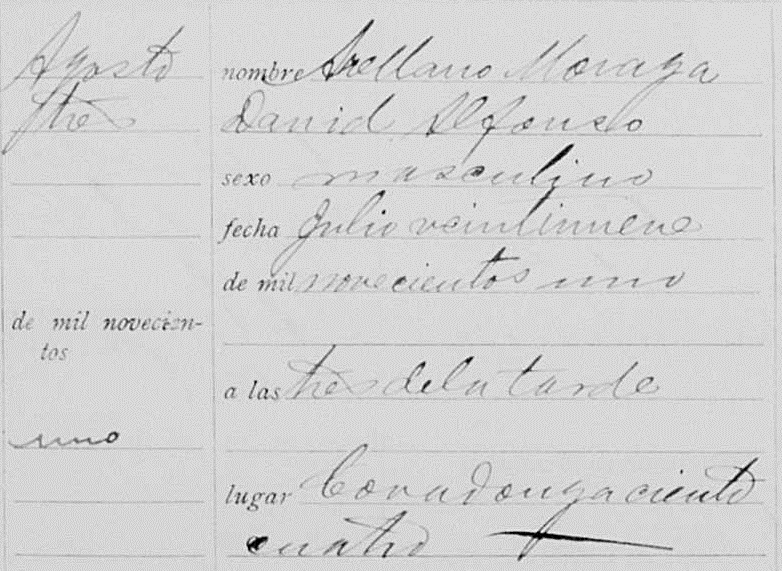
Inscripción de nacimiento en el Registro Civil.

David Arellano nació el 29 de julio de 1901 en la casa de Covandonga 104, cerca de la Estación Central, en Santiago. Fue el antepenúltimo de los siete hijos que tuvo el matrimonio formado por el carpintero nacido en Cauquenes Antonio Arellano —quien murió cuando David era niño— y de la oriunda de Concepción Rosario Moraga. Estudió en la Escuela Superior n.º 10, pero cuando su hermano mayor Alberto Arellano, que estudió para convertirse en profesor primario en la Escuela Normal de Santiago, tuvo que trasladarse a Arica para ejercer la docencia, David y su hermano Francisco lo acompañaron a dicha ciudad del norte grande, en donde estudiaron en el Instituto Comercial.
Ya de regreso en la capital de Chile, estuvo un año en el Instituto Comercial de Santiago antes de ser aceptado en la Escuela Normal, y una vez titulado de profesor normalista, ingresó al Instituto de Educación Física de la Universidad de Chile para especializarse en esa área. Al momento de su muerte en Valladolid, David Arellano realizaba labores de profesor de instrucción primaria en la Escuela n.º 52 de Santiago.

## Trayectoria

### Inicios
Su primer contacto con el fútbol fue en Arica, cuando estudiaba en el Instituto Comercial de esa ciudad. Mientras estaba cursando el tercer año de sus estudios en la Escuela Normal de Santiago, creó un club deportivo de corta duración denominado «Venus». En el año 1917 comenzó a formar parte de la selección de la institución, y en los años 1918 y 1919 fue en el capitán del conjunto. Durante su etapa en la Escuela Normal contó con el apoyo de Marco Antonio Vera, uno de los primeros docentes especializados en educación física, y de forma particular, en fútbol. También en esta misma época fue seleccionado de la Asociación Escolar, equipo que se enfrentó a la Liga Escolar de Valparaíso.
A fines de 1918, y luego de recibir un permiso especial de la dirección de la Escuela Normal, llegó a Magallanes por instancias del inspector de la institución, seleccionado de Chile y sostenedor del club, Enrique Abello. El conjunto albiceleste había nacido precisamente en la Escuela Normal y este era el lugar desde donde se surtían de nuevos jugadores.
En 1919, con 17 años, debutó con Magallanes en la primera división de la Asociación de Santiago, mientras que continuó jugando por la Escuela Normal en el torneo de la Asociación Escolar. Al año siguiente Arellano era titular y goleador de Magallanes, que esa temporada conquistó el campeonato de la Asociación de Santiago, al igual que en 1921 cuando derrotó a Gimnástico por 1-0. De forma paralela, cuando se encontraba estudiando en el Instituto de Educación Física, integró el cuadro de la Federación Universitaria de la Universidad de Chile, que defendió en una serie de encuentros frente a las selecciones de la Universidad Católica y de la Universidad de Concepción.
En 1923 David actuó por Magallanes, la Universidad de Chile, seleccionado de la Asociación de Santiago, y de los profesores de la capital. Además, cuando el cuadro magallánico ingresó a la Liga Metropolitana, también engrosó las filas de la selección de dicha asociación. Siempre en pararelo a su actuación con Magallanes, en 1924 realizó una extensa gira hacia Puerto Montt, en la zona sur del país, con un equipo formado de forma íntegra por profesores, y a inicios de 1925 participó en un combinado de la Federación de Football que fue a Talca.

### Renuncia a Magallanes
Los malos resultados en el Sudamericano de 1924 de la delegación chilena, en la que participó David Arellano, lo llevaron a que fuera a presenciar los entrenamientos de las selecciones de Uruguay y de Argentina. A diferencia de lo que se realizaba en Chile, donde de forma mayoritaria el equipo se juntaba el día del encuentro, Arellano notó que los entrenamientos en la zona del Río de la Plata lo hacían en forma constante varios días a la semana, y que practicaban jugadas preparadas. Además, vio que a los seleccionados se les pagaba por representar a su país, lo que permitía que se pudieran dedicar de una forma más profesional al fútbol.
Al volver a Chile, Arellano quiso importar algunas de estas prácticas en Magallanes, pero se encontró con la férrea oposición de los dirigentes y de los jugadores más antiguos del plantel, ya que también postulaba un recambio generacional en el club. Es así como un grupo de jugadores jóvenes del conjunto decidió postular a David Arellano como capitán del equipo.
En la reunión de socios de Magallanes, el 4 de abril de 1925, los jugadores «rebeldes» plantearon sus demandas, que fueron totalmente rechazadas por la directiva, antiguos jugadores y socios. Además, a último minuto, la directiva de Magallanes decidió formar parte de la elección del nuevo capitán del equipo, pese a que en un primer momento esta decisión solo concernía a los jugadores. Según los futbolistas «rebeldes», la medida buscaba evitar que fuese elegido David Arellano, quien contaba con una leve mayoría entre el plantel. Esta actuación de la dirigencia provocó finalmente la renuncia de Arellano y sus compañeros más cercanos.
Este grupo decidió reunirse en el bar El Quitapenas, y aunque en un primer momento tenían la intención de integrarse a otra institución, finalmente optaron por formar un nuevo club con sólidos principios deportivos y morales: el Colo-Colo Football Club.

### Fundación y primeros éxitos con Colo-Colo
Tras una serie de reuniones que comenzaron en la casa familiar de Arellano, en calle Covadonga 135, la fundación de Colo-Colo quedó sellada el 19 de abril de 1925 en el Estadio El Llano. Pese a no estar ese día, debido a que se encontraba en Chillán integrando un seleccionado de la Federación de Football, David firmó el acta fundacional del club, y fue elegido el primer capitán de la institución. Además, creó el diseño de los zapatos de fútbol del club. Estos, además de ser negros con una cinta roja, y confeccionados por un zapatero de apellido Navarrete, fueron los primeros en contar con un sistema de toperoles en el país.
Como capitán del equipo, las funciones de entrenador fueron desempeñadas por David Arellano, quien además ideó una serie de mandamientos para el buen funcionamiento de la institución, analizaba a los rivales, ordenaba la disposición de los futbolistas en el campo de juego, y se preocupaba de la indumentaria. Colo-Colo fue el primer club en el país que implantó un régimen de entrenamiento obligatorio, preparación de jugadas y aplicación de tácticas, lo que contribuyó al progreso general del fútbol nacional. En 1925 Colo-Colo, en su calidad de debutante, consiguió el campeonato invicto de la Liga Metropolitana, para luego consagrarse como campeón de Santiago.

### Gira a Europa y muerte
La delegación llegó a Valladolid el día 30 de abril de 1927. Al día siguiente, Colo-Colo derrotó por 6:2 al Real Unión Deportiva, vigente campeón del Campeonato Regional Castellano-Leonés. En tanto, la revancha de aquel encuentro, disputada al día siguiente, finalizó con empate 3:3 ante un Real Unión Deportiva que se reforzó con varios jugadores de otros equipos de la zona. No obstante, el resultado del partido pasó a un segundo plano luego de que, durante la disputa de un balón aéreo, David Arellano fue golpeado de forma fortuita en el estómago por el jugador David Hornía del Unión Deportiva, lo que lo obligó a retirarse inmediatamente de la cancha.
Finalmente, el capitán y fundador de Colo-Colo falleció el martes 3 de mayo de 1927 a las 18:45 horas, producto de una peritonitis traumática no detectada por los médicos que atendieron a Arellano en su habitación del hotel Inglaterra de Valladolid.

## Funerales
Luego de que se realizara la autopsia en el Instituto Anatómico Forense, que confirmó que Arellano tenía el intestino desgarrado, se llevaron a cabo los funerales el día 4 de mayo en la iglesia de San Pedro Apóstol, ante la presencia del arzobispo Remigio Gandásegui, representantes de varias instituciones deportivas españolas, la Sección de Estudios Americanistas de la Universidad de Valladolid, así como parte de la población de la ciudad, quienes entregaron variadas ofrendas en honor al fallecido capitán.
A fin de solventar los gastos del sepelio, la Federación Española de Fútbol patrocinó una colecta en favor del club, y se organizó un encuentro entre las selecciones de Valladolid y de Madrid, a beneficio de Rosario Moraga, madre de David Arellano. Fue enterrado inicialmente en el Cementerio de El Carmen de Valladolid.

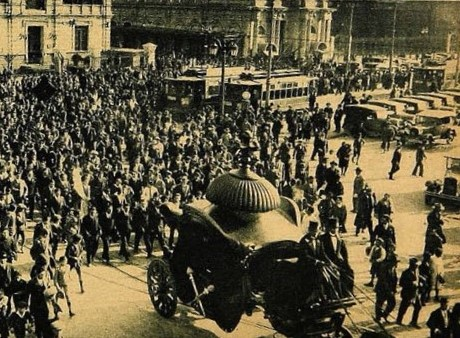
Cortejo fúnebre de David Arellano en su paso por la Alameda a su llegada a Santiago en 1929.

Gracias a esfuerzos del gobierno de Carlos Ibáñez del Campo, del club Juan Ramsay, aportes individuales y de algunos parlamentarios, los restos de David Arellano fueron exhumados el 2 de agosto de 1929 y trasladados a Vigo, para ser transportados al puerto de Valparaíso a bordo del vapor Orbita. Llegaron a Chile el 4 de septiembre de ese mismo año y fueron trasladados al día siguiente a Santiago en un carro especial que se agregó al tren expreso. Se levantó en la Estación Central una capilla ardiente, y a las 16 horas comenzó el cortejo fúnebre que fue por la Alameda de las Delicias hasta las calles del centro de la ciudad para luego tomar avenida La Paz y así llegar al Cementerio General, en donde hubo discursos en nombre de Colo-Colo, la Escuela Normal, la Federación de Football de Chile, y de una delegación de deportistas peruanos.

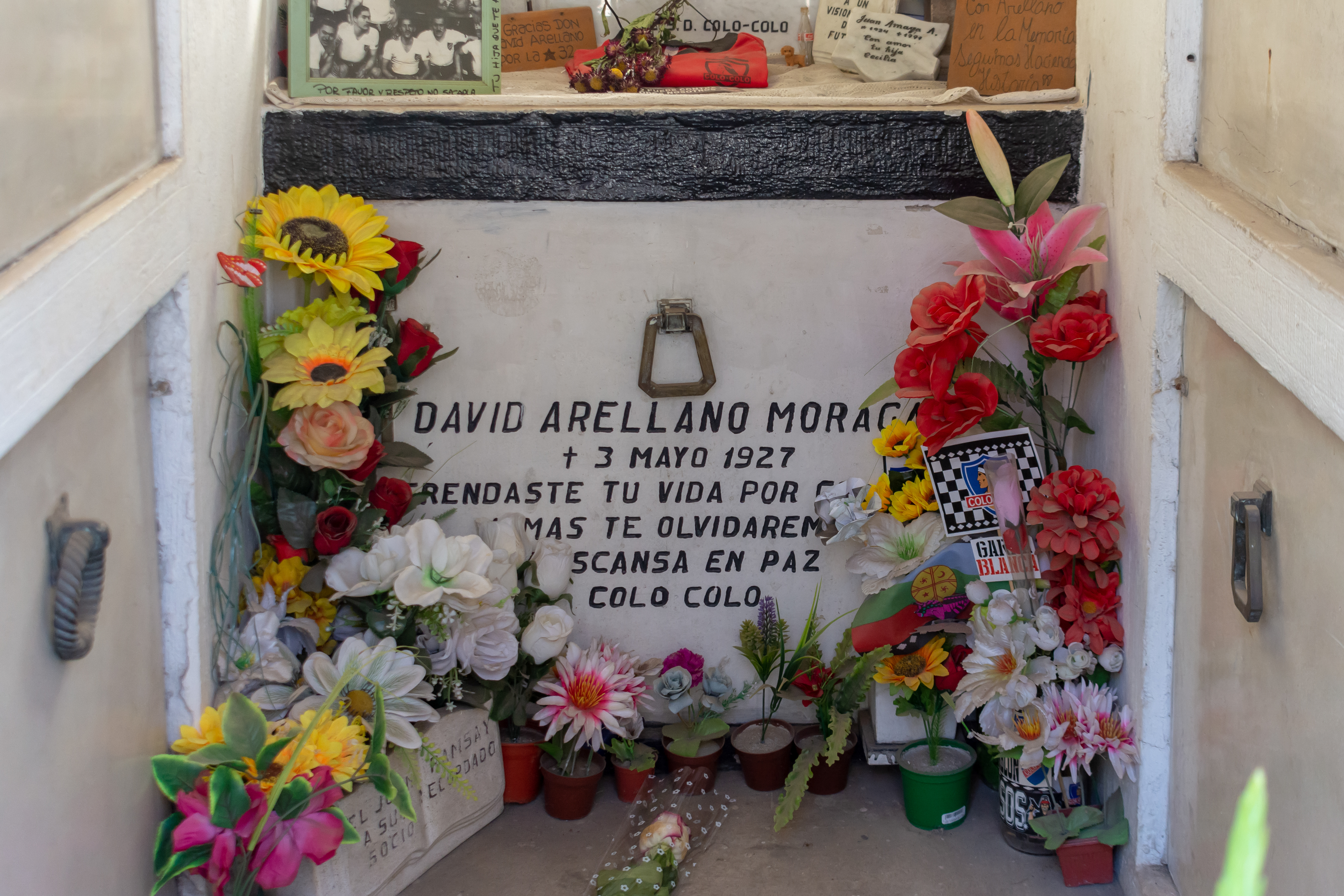
Tumba de David Arellano en el Mausoleo de los Viejos Cracks de Colo-Colo.

Sus restos fueron sepultados de forma provisoria en el mausoleo de la Sociedad de Empleados de Comercio, a la espera de la construcción de un mausoleo para deportistas. Como la construcción de un lugar definitivo no prosperó, sus parientes lo trasladaron en 1934 a la tumba de la familia Arellano-Riveros. Por iniciativa de Guillermo Subiabre el Mausoleo de los Viejos Cracks de Colo-Colo se construyó en 1957, pero diversas disputas dirigenciales llevaron a que los restos de David Arellano fueran trasladados de forma definitiva al mausoleo de viejas glorias del club el 29 de noviembre de 1979.

## Selección nacional

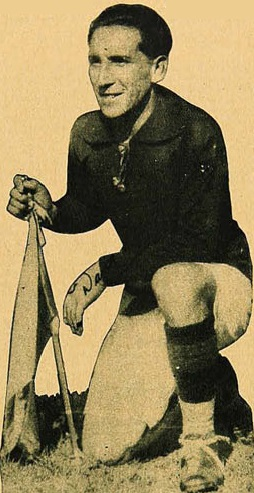
David Arellano como capitán de la selección chilena en el Sudamericano 1926.

Fue internacional con la selección chilena entre los años 1924 y 1926, donde participó en dos ediciones del Campeonato Sudamericano. En total, disputó seis partidos oficiales en los que anotó ocho goles.
Gracias a su desempeño en Magallanes, David integró la selección de la Liga Metropolitana que se enfrentó a la Liga Nacional con miras a elegir jugadores para el Campeonato Sudamericano 1924 de Montevideo, Uruguay. Fue como reserva, pero después de la lesión de Óscar Molina en el primer encuentro, Arellano debutó con la selección en la derrota frente a Argentina. En el siguiente partido, frente a Paraguay, anotó el único gol de Chile en todo el torneo.
Luego Chile fue el anfitrión en el Campeonato Sudamericano 1926, David fue designado capitán de Chile, convirtió 4 goles en el debut ante Bolivia que le permitieron convertirse en el máximo goleador de la selección chilena. Fue el goleador del torneo con 7 goles y se convirtió en el primer chileno en ser goleador de un torneo internacional.

### Participaciones en el Campeonato Sudamericano
| Torneo                       | Sede    | Resultado     | Partidos | Goles |
| ---------------------------- | ------- | ------------- | -------- | ----- |
| Campeonato Sudamericano 1924 | Uruguay | Cuarto lugar  | 2        | 1     |
| Campeonato Sudamericano 1926 | Chile   | Tercer puesto | 4        | 7     |
| Total                        | Total   | Total         | 6        | 8     |

### Partidos internacionales
| 1     | 25 de octubre de 1924  | Gran Parque Central, Montevideo, Uruguay | Argentina  | 2-0 | Chile     |   | Campeonato Sudamericano 1924 |
| 2     | 1 de noviembre de 1924 | Gran Parque Central, Montevideo, Uruguay | Paraguay   | 3-1 | Chile     |   | Campeonato Sudamericano 1924 |
| 3     | 12 de octubre de 1926  | Campos de Sports, Santiago, Chile        | Chile      | 7-1 | Bolivia   |   | Campeonato Sudamericano 1926 |
| 4     | 17 de octubre de 1926  | Campos de Sports, Santiago, Chile        | Chile      | 1-3 | Uruguay   |   | Campeonato Sudamericano 1926 |
| 5     | 31 de octubre de 1926  | Campos de Sports, Santiago, Chile        | Chile      | 1-1 | Argentina |   | Campeonato Sudamericano 1926 |
| 6     | 3 de noviembre de 1926 | Campos de Sports, Santiago, Chile        | Chile      | 5-1 | Paraguay  |   | Campeonato Sudamericano 1926 |
| Total |                        |                                          | Presencias | 6   | Goles     | 8 |                              |

## Clubes
| Club       | País  | Año       |
| ---------- | ----- | --------- |
| Magallanes | Chile | 1919-1925 |
| Colo-Colo  | Chile | 1925-1927 |

## Palmarés

### Torneos locales
| Título                        | Club       | País  | Año  |
| ----------------------------- | ---------- | ----- | ---- |
| Copa Unión                    | Magallanes | Chile | 1920 |
| Copa República                | Magallanes | Chile | 1920 |
| Copa de Campeones de Santiago | Magallanes | Chile | 1920 |
| Copa Félix Alegría            | Magallanes | Chile | 1920 |
| Copa Alberto Downe            | Magallanes | Chile | 1920 |
| Copa 12 de octubre            | Magallanes | Chile | 1920 |
| Copa de Campeones de Santiago | Magallanes | Chile | 1921 |
| Copa República                | Magallanes | Chile | 1921 |
| Copa Unión                    | Magallanes | Chile | 1921 |
| División de Honor             | Colo-Colo  | Chile | 1925 |
| Copa de Campeones de Santiago | Colo-Colo  | Chile | 1925 |

### Distinciones individuales
| Distinción                                     | Año  |
| ---------------------------------------------- | ---- |
| Goleador del Campeonato Sudamericano (7 goles) | 1926 |

## Homenajes

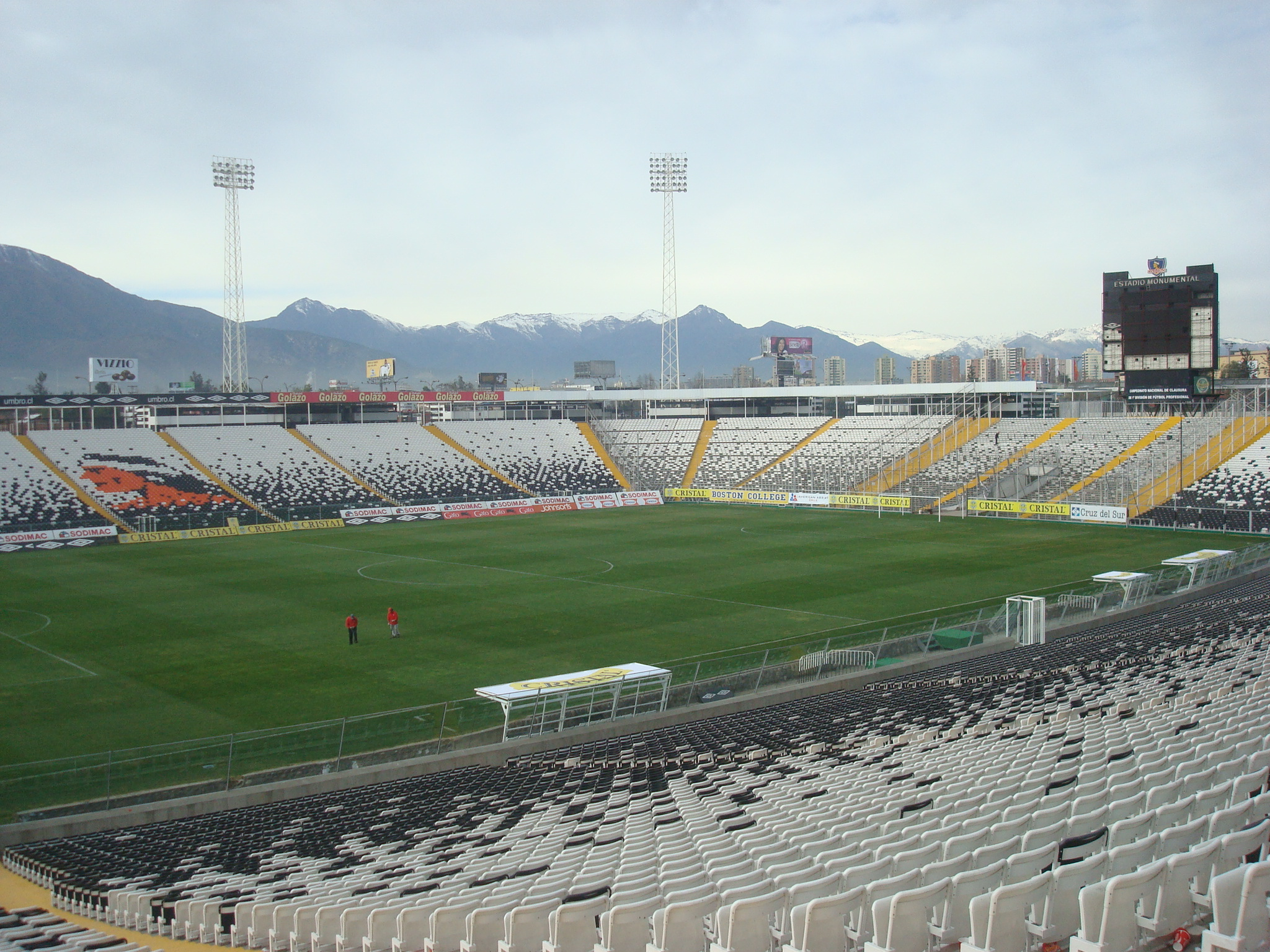
Desde el año 1989 la cancha principal del Estadio Monumental, donde el conjunto albo hace de local, lleva su nombre.

- Una vez llegada la noticia a Chile de la muerte de David Arellano, la Asociación de Árbitros decretó la realización de un minuto de silencio como homenaje en todas las canchas de Santiago.[37]
- Desde su deceso, la camiseta de Colo-Colo lleva un crespón, cinta horizontal de color negro, que representa el luto eterno de la institución a la partida de su fundador.[8] Además, en 1943 su nombre quedó inmortalizado en el himno de Colo-Colo, compuesto por Carlos Ulloa Díaz, y denominado «Como el Colo-Colo no hay».[5][38]
- En agosto de 1987, cuando Colo-Colo fue invitado a participar en él Trofeo Ciudad de Valladolid, los dirigentes del club inauguraron una placa que fue ubicada en la zona de prensa del nuevo Estadio José Zorrilla.[25]
- El 19 de abril de 2001, en la casa de calle Covandonga 135, casa de la familia Arellano desde 1937, una placa conmemorativa fue puesta en homenaje. Ese mismo día fue anunciada el cambio de nombre de la calle a Hermanos Arellano.[9]